# Джошуа Палмер
Джошуа Палмер (англ. Joshua Palmer; 10 серпня 1991) — австралійський плавець.
Учасник Олімпійських Ігор 2016 року.